# ミタル・ムルケラ
ミタル・ムルケラ（セルビア語: Митар Мркела, ラテン文字転写: Mitar Mrkela、1965年7月10日 - ）は、セルビア（旧ユーゴスラビア）の元サッカー選手。ポジションはミッドフィールダー。現在はレッドスター・ベオグラードのスポーツディレクターを務める。

## 経歴
1981年7月26日にOFKベオグラードの選手として16歳16日でユーゴスラビア・プルヴァ・リーガデビューを果たし、1982年11月17日のUEFA欧州選手権1984予選、ブルガリア代表戦では17歳4ヶ月7日（17歳130日）でユーゴスラビア代表デビューを果たした。これらの2つの史上最年少出場記録は共にユーゴスラビア崩壊まで破られなかった（現セルビア代表としての史上最年少出場記録は2013年10月11日の日本代表戦でアンドリヤ・ジヴコヴィッチが樹立した17歳3ヶ月、公式戦に限っても2024年10月12日のUEFAネーションズリーグ2024-25・リーグA・グループ4、スイス代表戦でアンドリヤ・マクシモヴィッチが17歳4ヶ月7日（17歳129日）を記録し更新している）。